# Thomas Gottschalk
Thomas Johannes Gottschalk (ur. 18 maja 1950 w Bambergu) – niemiecki prezenter telewizyjny, aktor i scenarzysta, najbardziej znany z prowadzenia programu rozrywkowego ZDF Wetten, dass..?, o bardzo wysokiej oglądalności w Niemczech, Austrii, Szwajcarii i w Tyrolu Południowym.

## Życiorys

### Wczesne lata
Urodził się w Bambergu w kraju związkowym Bawaria, w rejencji Górna Frankonia jako syn adwokata Hansa Gottschalka (1902–1964) pochodzącego z dolnośląskiego Kaulwitz (obecnie Kowalowice) i jego żony, Rutilii Kossorz (1922–2004) urodzonej w Groschowitz (obecnie Groszowice, dzielnica Opola). Wychowywał się z młodszym bratem Christophem (ur. 1953) i młodszą siostrę Raphaelą Ackermann. Rodzina przeniosła się z Górnego Śląska i osiadła w Kulmbachu. W 1971 ukończył Markgraf-Georg-Friedrich-Gymnasium w Kulmbachu. Pełnił funkcję didżeja w sali tanecznej, dawał korepetycje. Był ministrantem oraz liderem dzieci i młodzieży w Kościele rzymskokatolickim. Dzięki dotacji Konferencji Episkopatu Niemiec studiował germanistykę i historię na Uniwersytecie Ludwika i Maksymiliana w Monachium. Tam przyłączył się katolickiego braterstwa KDStV Tuiskonia Monachium. Po ukończeniu studiów (w 1971) został nauczycielem języka niemieckiego i łaciny w Monachium.

### Kariera
Od 1971 roku pracował jako freelancer dla młodzieżowej rozgłośni radiowej Bayerischer Rundfunk (Bayern 3). W 1976 roku w Bayern 3 miał autorski program „Pop nach Acht”, który szybko zyskał dużą popularność. Na początku lat 80. w Radiu Luksemburg prowadził audycję „RTL-Hitparade”.
Po kilku latach pracy jako prezenter radiowy, od połowy lat 70. występował w programach telewizyjnych, na przykład Na sowas! w ZDF (1982-87), gdzie gościem był, między innymi, Klaus Kinski (1985).
W latach 1987–1992 był prezenterem popularnego sobotniego programu rozrywkowego ZDF Wetten, dass..?, który okazał się jedną z najbardziej udanych produkcji w całej Europie i sprawił, że Gottschalk stał się jednym z najbardziej poszukiwanych prezenterów w Niemczech. Od 1990 roku Gottschalk pracował również dla prywatnego nadawcy RTL, gdzie prowadził autorskie audycje Gottschalk. (1990–1992), Disney Filmparade (1992–2000) oraz Gottschalk Late Night (1992–1995). Nawiązał również współpracę z telewizją Sat. 1, gdzie został prowadzącym programów Gottschalks Hausparty i Gottschalk kommt. W 2000 powrócił do telewizji ZDF. Do prowadzonych przez niego audycji należały Gottschalk America, Gottschalk zieht ein! oraz Echo Klassik. Od 2001 do 2011 prowadził coroczną galę charytatywną zbierania funduszy dla dzieci Ein Herz für Kinder. W 2012 prowadził talk-show Gottschalk Live na antenie Das Erste.
W 2012 powrócił do współpracy z RTL, zasiadał w jury niemieckiej edycji talent show Das Supertalent, a w latach 2013–2017 prowadził wraz z Guntherem Jauchem program rozrywkowy Die 2 – Gottschalk & Jauch gegen alle, a od 2018 jego kontynuację Denn sie wissen nicht, was passiert. Od 2018 do 2020 moderował coroczną galę wręczenia nagród muzycznych Opus Klassik. Pod koniec 2020 razem z Idą Nowakowską-Herndon prowadził międzynarodowy talent show Wirtuozi V4+.
Od 2020 roku moderuje audycję radiową Gottschalks Playlist na antenie SWR. W latach 2021–2023 ponownie prowadził trzy specjalne edycje Wetten, dass..?. Od 2023 wraz z Mikem Krügerem przygotowuje cotygodniowy podcast Die Supernasen – mit Thomas Gottschalk und Mike Krüger. 
Brał udział w reklamach, w tym Haribo. Spróbował swoich sił jako reżyser telewizyjnego filmu ZDF Tommys Hollywood Report (1988) z udziałem Pii Zadory, Ralfa Möllera, Zsy Zsy Gabor, Roda Stewarta i Jacqueline Bisset. Użyczył także głosu w niemieckiej wersji językowej: Mikeyowi w komedii I kto to mówi (1989) i sequelu I kto to mówi 2 (1990), Garfieldowi w filmie Garfield (2004) i Corneliusowi Robinsonowi w Rodzinka Robinsonów (2007).
Grywał również w filmach, między innymi w komediach: Die Supernasen (1983) jako Tommy Jürgensen / książę Farouk al Habib, Odlotowy trabant (Trabbi Goes to Hollywood, 1991) Jona Turteltauba u boku Billy’ego Dee Williamsa, Doma DeLuise i Jamesa Tolkana, komedii kryminalnej Ring muszkieterów (Der Ring der Musketiere, 1992) w roli Petera Porthosa z Davidem Hasselhoffem, Cheechem Marinem, Johnem Rhysem-Daviesem i Corbinem Bernsenem, Zakonnica w przebraniu 2: Powrót do habitu (1994) z Whoopi Goldberg, Late Show (1998) i Heca w zoo (Zookeeper, 2011), programie Ulica Sezamkowa (1981) i telenoweli Das Erste Burza uczuć (Sturm der Liebe, 2009). W 2001 nagrał singiel „What Happened To Rock’n’Roll”. Był także producentem biograficznego dramatu wojennego Joe i Max (Joe and Max – Rivalen im Ring, 2002) z Tilem Schweigerem.
We wrześniu 2024 ogłosił zakończenie kariery.

### Życie prywatne
11 listopada 1976 poślubił Theę Hauer (ur. 1946), z którą wychował dwóch synów: Tristana (ur. 1982) i adoptowanego Romana (ur. 1989). Kupił dom w Malibu i zamek Marienfels, w którym zamieszkał z rodziną. Małżeństwo rozwiodło się w maju 2024 roku. Latem 2024 roku ożenił się ponownie z Kariną Mroß.